# Reinraum

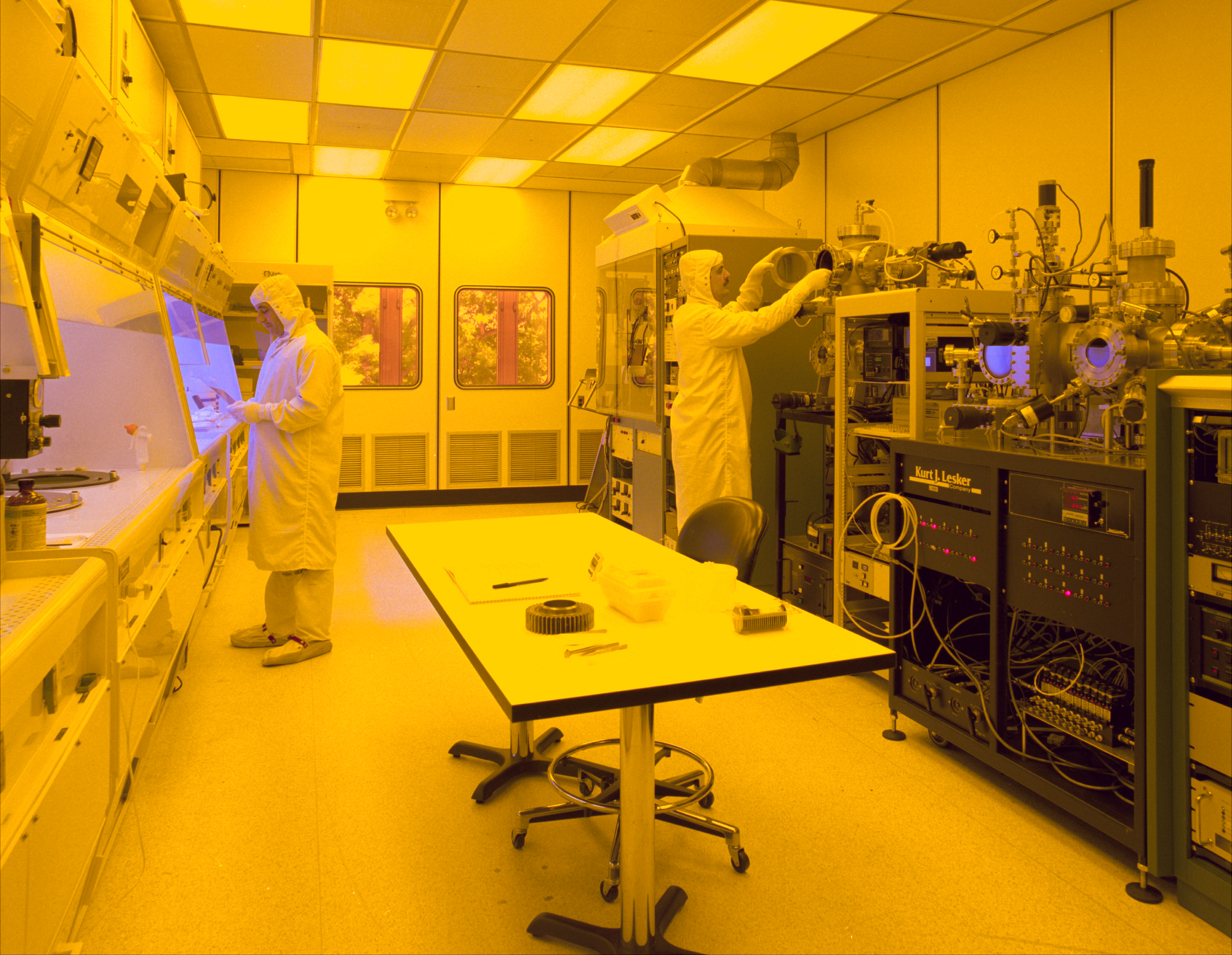
Ein Reinraum für die Produktion von Mikrosystemen. Die gelbe Beleuchtung verhindert die ungewollte Belichtung von Fotolacken für die Fotolithografie.

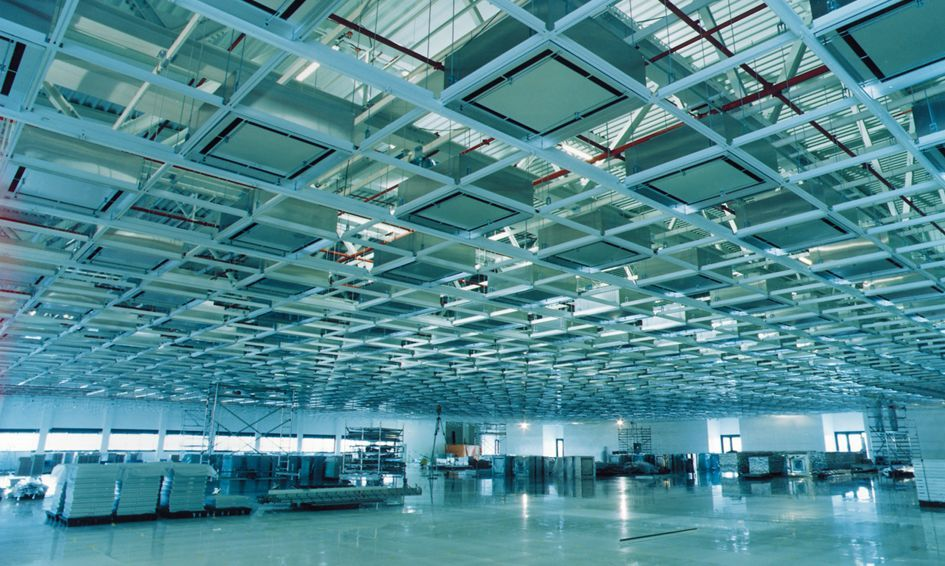
Reinraum im Bau für die Mikroelektronikproduktion vor der Installation der Fertigungsgeräte. Die Reinraum-Rasterdecke mit Filter-Ventilatoreinheiten überspannt hier ca. 6.000 Quadratmeter und erzeugt eine Reinraumklasse von ca. ISO 3.

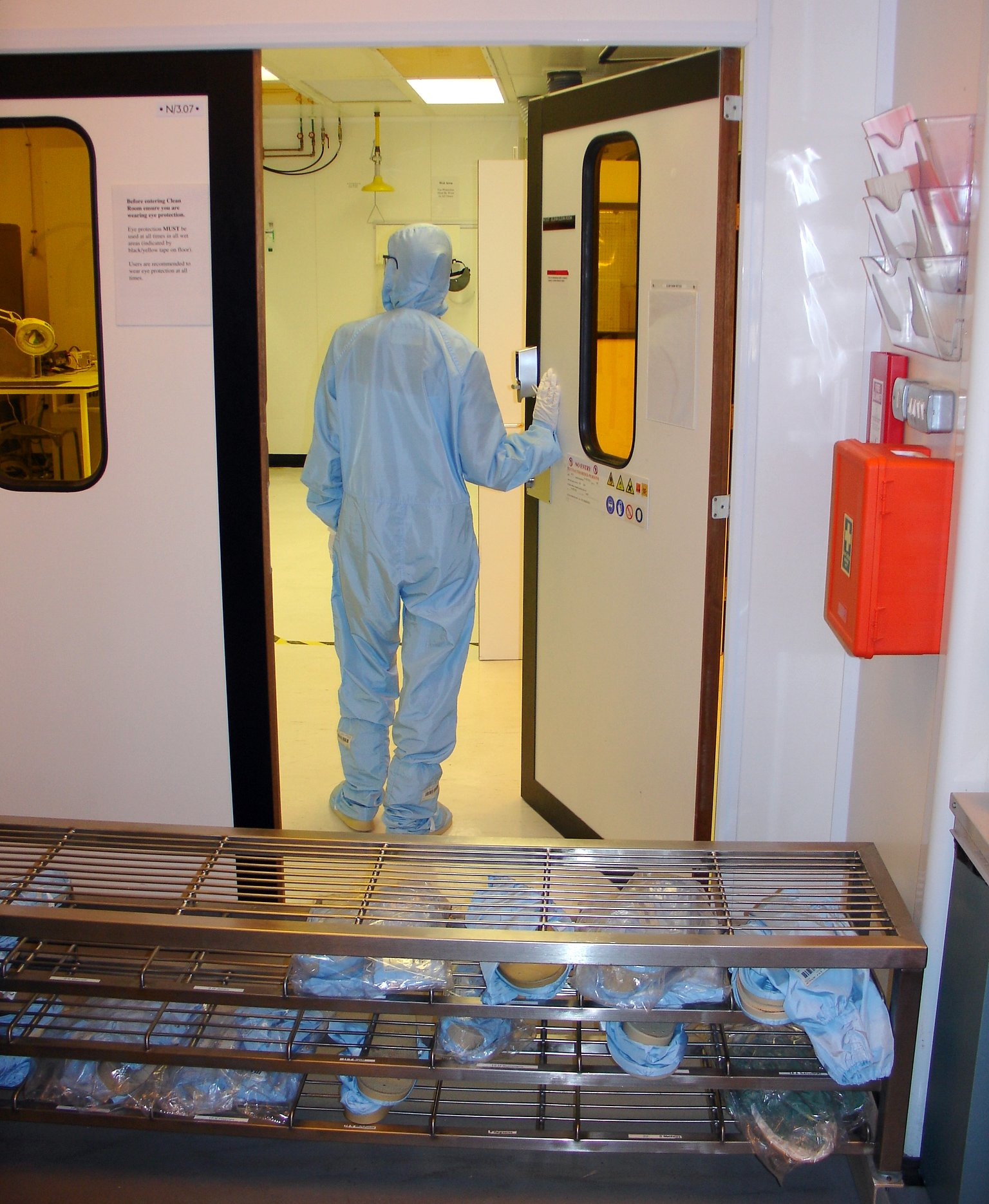
Eingangsbereich eines Reinraums

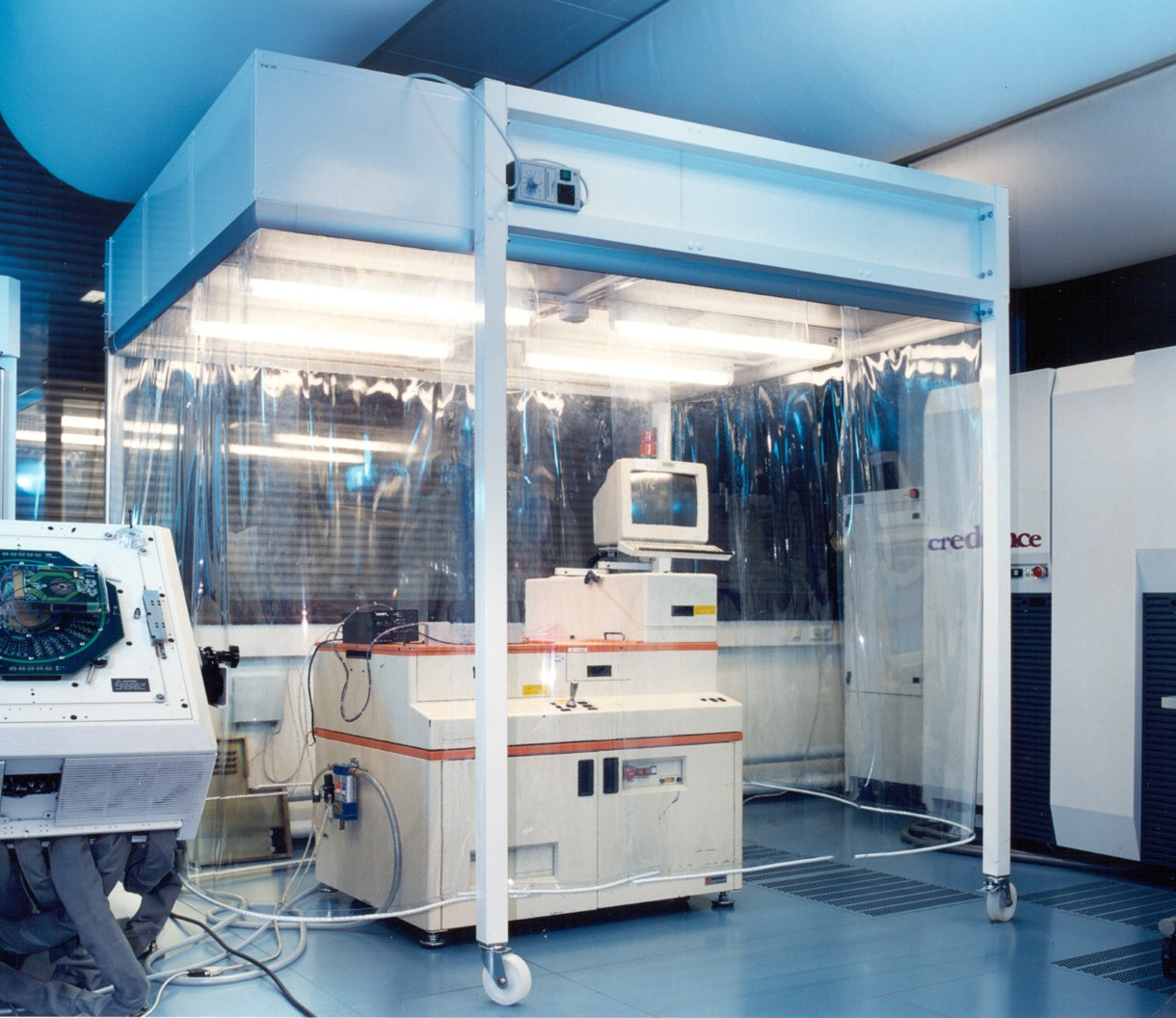
Reinraumkabine für die Präzisionsmesstechnik

Ein Rein- oder Reinstraum ist ein Raum, in dem die Konzentration luftgetragener Teilchen sehr gering gehalten wird.
Rein- und Reinsträume werden für spezielle Fertigungsverfahren – vor allem in der Halbleiterfertigung – benötigt, wo in gewöhnlicher Umgebungsluft befindliche Partikel die Strukturierung integrierter Schaltkreise im Bereich von Bruchteilen eines Mikrometers stören würden. Weitere Anwendungen von Reinräumen oder Reinraumtechnik finden sich in der Optik- und Lasertechnologie, der Luft- und Raumfahrttechnik, den Biowissenschaften und der medizinischen Forschung und Behandlung, der Forschung und keimfreien Produktion von Lebensmitteln und Arzneimitteln und in der Nanotechnologie.

## Geschichte
Vermutlich hatte die Medizin zuerst die Notwendigkeit einer kontrollierten Umgebung erkannt und den klassischen Operationssaal in Krankenhäusern entwickelt und sich dabei auch offensichtlich am Schwarz-Weiß-Prinzip orientiert.
Früher gab es branchentypisch angepasste und regional unterschiedliche Forderungen und Standards für Reinräume, die mittlerweile von der einheitlichen Norm EN ISO 14644 abgelöst wurden.

## Funktionsweise
Ein Reinraum wird so konstruiert, dass die Anzahl luftgetragener Teilchen, die in den Raum eingebracht werden oder dort entstehen, so gering wie möglich ist. Je nach Verwendung wird nur die Partikelanzahl oder auch die Anzahl der Keime überwacht, wie dies beispielsweise bei der Herstellung pharmazeutischer Produkte nötig ist. Andere Parameter wie Temperatur, Luftfeuchtigkeit und Druck werden in der Regel ebenfalls konstant gehalten, um jederzeit vergleichbare Bedingungen zu schaffen.
Um die geforderten Bedingungen herzustellen, werden diverse Verfahren angewendet, um zu verhindern, dass unerwünschte Partikel in die Luft gelangen können und um bereits in der Luft befindliche Partikel wieder zu entfernen.
Da in der Regel der Mensch die größte Quelle für Partikel und andere Verschmutzungen ist, helfen eine angepasste Arbeitskleidung, spezielle Arbeitsmittel und Werkzeuge, sowie die entsprechende Arbeitstechnik, die spezifizierte Reinraumklasse einzuhalten. So gibt es beispielsweise spezielles fusselfreies Reinraumpapier, Reinraumkleidung, Kopfhauben und Überzieher für die Schuhe.
Für Reinsträume, wie sie in der Mikroelektronik Verwendung finden, gibt es mehrere hierarchische Bereiche mit entsprechender Reinraumklasse. So umgibt den Reinstraum (Klasse ISO 4 und besser), in dem mit Substraten gearbeitet wird, ein abgetrennter Bereich mit den benötigten Anlagen zur Beschichtung und Strukturierung. Benötigte Pumpen für die Vakuumtechnik befinden sich meist in einem darunterliegenden Stockwerk.
Der Reinstraumzugang erfolgt meist über eine Folge verschiedener Reinraumbereiche mit fallender Reinraumklasse. Zwischen diesen Bereichen erfolgt in der Regel ein Kleidungswechsel. Um Verschmutzungen von Gegenständen, die mit dem Fußboden in Berührung kommen (z. B. Schuhsohlen), zu minimieren, befinden sich an den jeweiligen Zugängen spezielle klebrige Fußmatten. Der Zugang zum Reinstraum selbst erfolgt zusätzlich über Personal- und Materialschleusen, in denen wiederum starke Luftströmungen und Filtersysteme vorhandene Partikel aufwirbeln und absaugen, so dass keine zusätzliche Verunreinigung von außerhalb eingetragen wird.
In einigen Reinräumen wie Operationssälen müssen sich die Mitarbeiter und Besucher vorher einer Reinigung unterziehen oder zumindest Schutzkleidung anlegen.
Materialien, die in Reinräumen eingesetzt werden, müssen über abriebfeste Oberflächen verfügen. Aufgestellte Anlagen und Geräte dürfen die laminare Luftströmung nur minimal stören. Teile und Maschinen, die in den Reinraum gebracht werden sollen, müssen vorher gereinigt werden. Ein Reinraum wird im Regelfall mit Überdruck (Überdruckbelüftung) beaufschlagt. In Sonderfällen werden Reinräume auch mit Unterdruck betrieben, was verhindert, dass z. B. gefährliche Substanzen oder Krankheitserreger nach außen dringen können.
Auch sogenannte Laminar-Flow-Einheiten können bedingt staub- und partikelarme Arbeitsplätze schaffen, in denen ein gereinigter, vertikaler oder horizontaler Luftstrom sowie Vorhänge dafür sorgen, dass die Partikelkonzentrationen in der Luft und damit die Partikelablagerungen auf dem Produkt reduziert werden.
Die verwendeten Verfahren und Anlagenarten der Klimatechnik sollen sicherstellen, dass Verunreinigungen sofort aus der Luft entfernt werden. Dazu wird eine turbulenzarme Verdrängungsströmung (Laminarströmung, engl. laminar flow) genutzt. Zusammen mit einer in der Regel mehrstufigen Filterung und großem Luftdurchsatz soll die Reinheit der Luft sichergestellt werden.

## Strömungsprinzipien für Reinräume

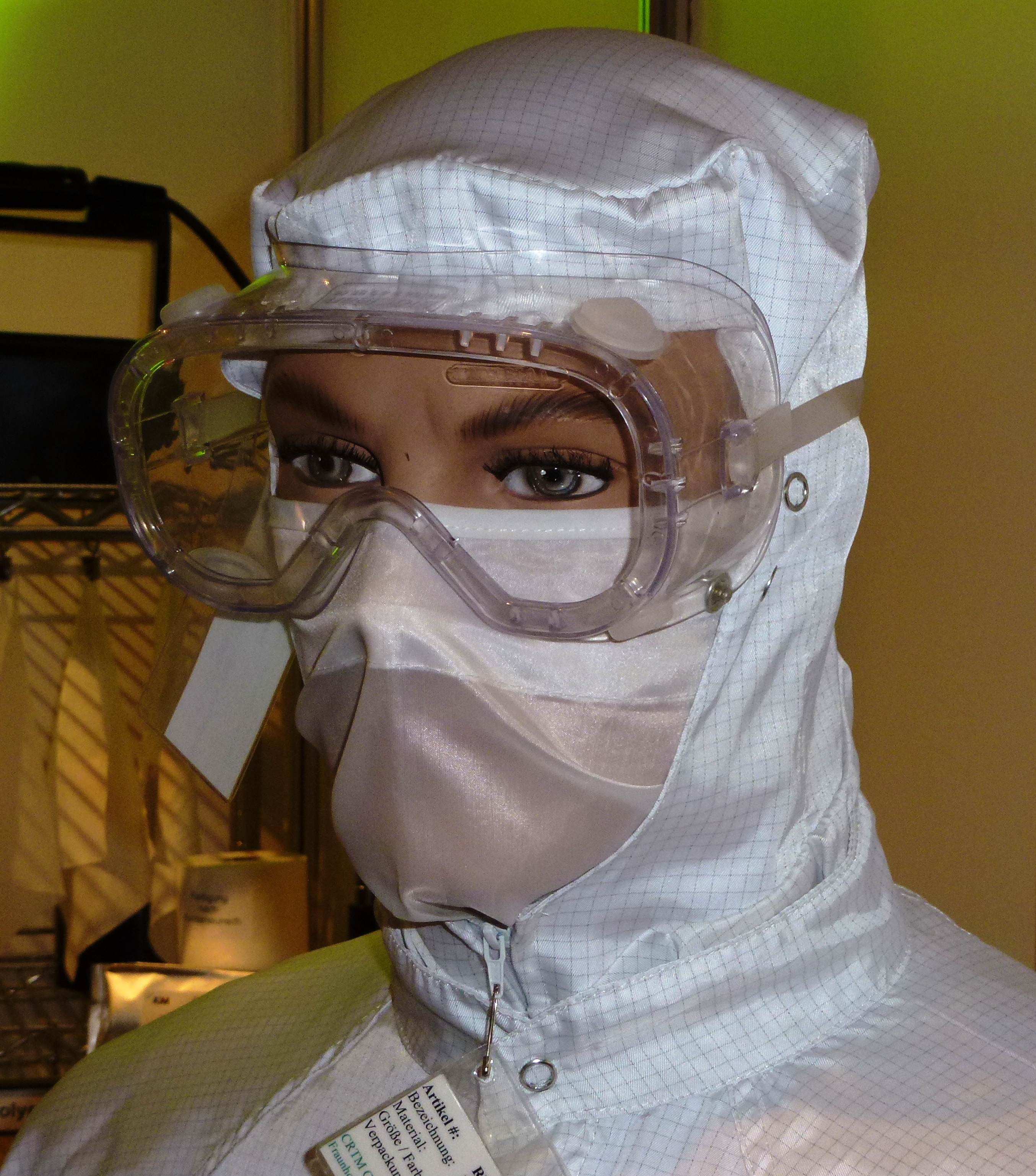
Typische Reinraum-Kopfbekleidung

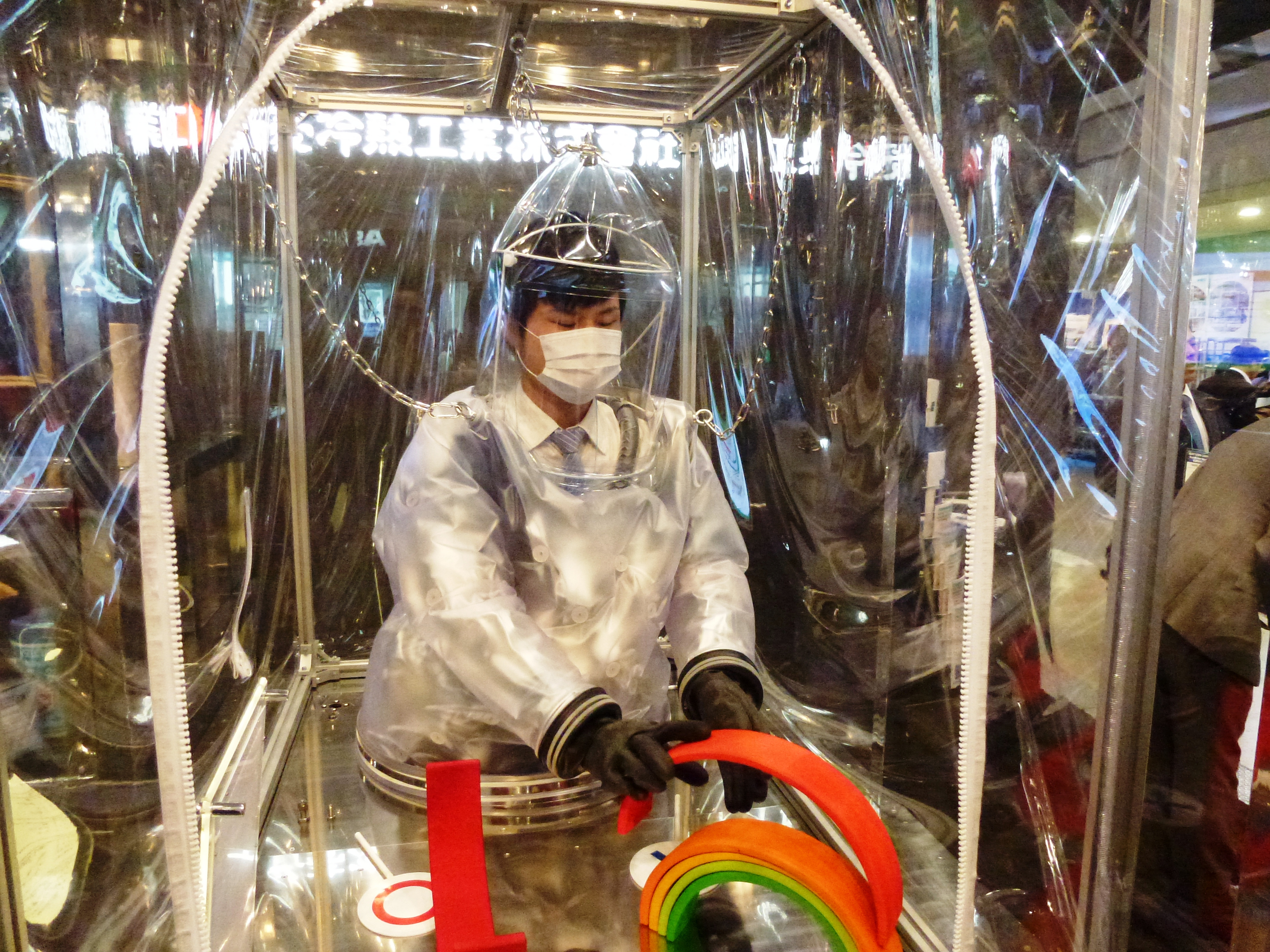
Halbmann zur Erzeugung eines geschlossenen Reinraumbereiches mit Personenzugang

Es wird grundsätzlich zwischen einer turbulenten Verdünnungsströmung und einer turbulenzarmen Verdrängungsströmung unterschieden:
- Bei der turbulenten Verdünnungs- oder Mischströmung wird die gefilterte Reinluft turbulent (verwirbelnd) in den Reinraum eingeführt und erzeugt eine stetige Verdünnung der Partikelkonzentration. Die geforderte Reinraumklasse wird dann bei reinraumgerechtem Verhalten des Personals aufrechterhalten. Hier ist besonders darauf zu achten, dass Partikel erzeugende Objekte und Vorgänge im Reinraum minimiert werden.
- Bei der turbulenzarmen Verdrängungsströmung, die auch „laminar flow“ genannt wird, strömt die Reinluft turbulenzarm und in der Regel vertikal abwärts in den Reinraum und bewirkt, dass die sensiblen Arbeitsbereiche und Maschinen möglichst gering kontaminiert werden. Die Luft entweicht dann auf der gegenüberliegenden Fläche, in der Regel durch den perforierten Doppelboden, aus dem Raum und wird zur wiederholten Filterung zum Umluftgerät zurückgeführt.

|  |  |

## Reinraumklassen mit Werten der Partikelkonzentration

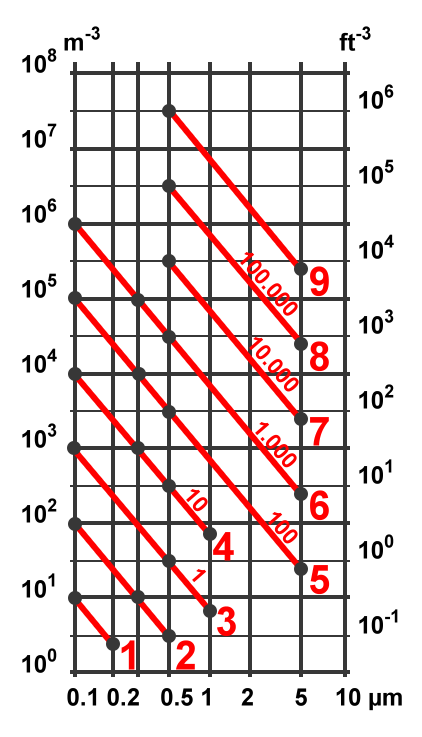
Abhängigkeit der zulässigen Teilchenkonzentration von der Teilchengröße für verschiedene Reinraumklassen. Gr. Ziffern: ISO, kl. Ziffern: STD209

Um einen Reinraum betreiben zu können, müssen nach dem Bau und während des Betriebs Partikelmessungen durchgeführt werden. Aufgrund dieser Messungen kann eine Klassifizierung der Reinheit des Raumes nach einer Norm vollzogen werden. Beispielsweise dürfen bei Klasse ISO 5 (US alt: Klasse 100) max. 100 Partikel von min. 0,5 µm Durchmesser pro Kubikfuß (3,5 Partikel pro Liter) enthalten sein.
| Branche                      | Hauptkontamination | Hauptnorm                                                            |
| ---------------------------- | ------------------ | -------------------------------------------------------------------- |
| Halbleitertechnik            | Partikel           | US Federal Standard 209E, abgelöst durch ISO 14644-1 und ISO 14644-2 |
| europäische Raumfahrttechnik | Partikel           | ECSS-Q-ST-70-01, auf Basis der ISO 14644                             |
| Lebensmitteltechnik          | Mikroorganismen    | VDI 2083                                                             |
| Pharmazie                    | Keimzahl (KB)      | EU-GMP-Leitfaden, Annex 1 Herstellung steriler Arzneimittel          |

|        | Partikel je m³ | Partikel je m³ | Partikel je m³ | Partikel je m³ | Partikel je m³ | Partikel je m³ |
| Klasse | ≥ 0,1 µm       | ≥ 0,2 µm       | ≥ 0,3 µm       | ≥ 0,5 µm       | ≥ 1,0 µm       | ≥ 5,0 µm       |
| ------ | -------------- | -------------- | -------------- | -------------- | -------------- | -------------- |
| ISO 1  | 10             | [ 5 ]          |                |                |                |                |
| ISO 2  | 100            | 24             | 10             | [ 5 ]          |                |                |
| ISO 3  | 1.000          | 237            | 102            | 35             | [ 5 ]          |                |
| ISO 4  | 10.000         | 2.370          | 1.020          | 352            | 83             |                |
| ISO 5  | 100.000        | 23.700         | 10.200         | 3.520          | 832            | [ 5 ]          |
| ISO 6  | 1.000.000      | 237.000        | 102.000        | 35.200         | 8.320          | 293            |
| ISO 7  |                |                |                | 352.000        | 83.200         | 2.930          |
| ISO 8  |                |                |                | 3.520.000      | 832.000        | 29.300         |
| ISO 9  |                |                |                | 35.200.000     | 8.320.000      | 293.000        |

| A | 3.520     | 20     | 3.520            | 20               |
| B | 3.520     | 29     | 352.000          | 2.900            |
| C | 352.000   | 2.900  | 3.520.000        | 29.000           |
| D | 3.520.000 | 29.000 | nicht festgelegt | nicht festgelegt |

|                                                                            | Partikel je ft3 | Partikel je ft3 | Partikel je ft3 | Partikel je ft3 | Partikel je ft3 | Partikel je ft3 |
| Klasse                                                                     | 0,1 µm          | 0,2 µm          | 0,3 µm          | 0,5 µm          | 5,0 µm          |                 |
| -------------------------------------------------------------------------- | --------------- | --------------- | --------------- | --------------- | --------------- | --------------- |
| -                                                                          |                 |                 |                 |                 |                 |                 |
| -                                                                          |                 |                 |                 |                 |                 |                 |
| 1                                                                          | 35              | 7               | 3               | 1               |                 |                 |
| 10                                                                         | 350             | 75              | 30              | 10              |                 |                 |
| 100                                                                        |                 | 750             | 300             | 100             |                 |                 |
| 1.000                                                                      |                 |                 |                 | 1.000           | 7               |                 |
| 10.000                                                                     |                 |                 |                 | 10.000          | 70              |                 |
| 100.000                                                                    |                 |                 |                 | 100.000         | 700             |                 |
| Hinweis: US FED STD 209E ist seit dem 29. November 2001 nicht mehr gültig. |                 |                 |                 |                 |                 |                 |

## Messvorschriften
Mit der Überarbeitung der Norm im Dezember 2015 wurden ebenfalls die Messvorschriften (Messbedingungen) überarbeitet:
1. Die Bestimmung der Anzahl der Messpunkte pro Raum wurde neu definiert. Bisher als Wurzel aus der Fläche als Mindestanzahl von Messungen definiert wird in der neuen Version vom Dezember 2015 eine Mindestanzahl von Messpunkten je Fläche über eine Tabelle vorgegeben.
2. Gleichzeitig fiel der statistische Vertrauensbereich weg; stattdessen soll jeder Messpunkt einzeln betrachtet werden: wenn der Mittelwert eines jeden Messpunktes unter den Grenzwerten liegt, so erfüllt der vermessene Raum die Anforderungen.
3. Bei der Probenentnahme zur Reinheitsklassenbestimmung in A-Bereichen (GMP) muss die Schlauchlänge kürzer als einen Meter sein.